# Roger Verey
Roger Roland Verey (Losanna, 14 marzo 1912 – Cracovia, 6 settembre 2000) è stato un canottiere polacco.

## Palmarès

### Olimpiadi
- 1 medaglia:
  - 1 bronzo (Berlino 1936 nel due di coppia)

### Europei
- 7 medaglie:
  - 3 ori (Budapest 1933 nel singolo; Berlino 1935 nel singolo; Berlino 1935 nel due di coppia)
  - 2 argenti (Lucerna 1934 nel singolo; Milano 1938 nel singolo)
  - 2 bronzi (Belgrado 1932 nel due di coppia; Amsterdam 1937 nel singolo)